# Strike Commander
Strike Commander – gra będąca symulatorem lotu wydana w 1993 roku dla MS-DOS przez obecnie już nieistniejącą firmę Origin Systems. Grę zaprojektował Chris Roberts. Jej silnik 3-D wykorzystywał zarówno cieniowanie Gourauda jak i mapowanie tekstur, tak na samolotach, jak i na terenie, co było wtedy nie lada wyczynem.  Fabuła przenosi gracza do roku 2011. Na Ziemi zaszły pewne zmiany w politycznym układzie sił. Fabuła dotyczy grupy "Wildcats", składającej się z najemnych pilotów F-16 (a później także F-22 i YF-23) stacjonujących na terytorium Turcji, która musi odbyć szereg misji. Wykonywanie ich wiąże się ze zdobywaniem pieniędzy, za które można kupować uzbrojenie dla swojej latającej maszyny.
Gra była reklamowana jako pierwsza, która w kreśleniu grafiki wykorzysta cieniowanie Gourauda. Niestety opóźniona premiera sprawiła, że wyprzedziły ją dwa inne tytuły: Harrier Jump Jet oraz Dogfight. Nie przeszkodziło to jednak tytułowi w zdobyciu szerokiego grona zagorzałych fanów, głównie z uwagi na rozbudowaną fabułę i masę animowanych przerywników w stylu serii Wing Commander. Grę kolokwialnie określano także jako "Privateer na Ziemi" ze względu na to, że tu i tu grało się najemnikiem.
Grę wydano również na płycie CD w wersji rozszerzonej o dygitalizowaną mowę i z dodatkiem Strike Commander: Tactical Operations, który stanowił kontynuację wątku fabularnego, oferował wiele nowych misji oraz samolotów do oblatania.